# Швейцарська народна партія
Швейцарська народна партія (нім. Schweizerische Volkspartei; ромш. Partida populara svizra; ШНП), також відома як Демократичний союз центру (фр. Union democratique du centre; італ. Unione Democratica di Centro; ДСЦ) — правопопулістська націонал-консервативна політична партія Швейцарії. Очолювана Марселем Деттлінгом, партія є найбільшою у Федеральних зборах з 1999 року, утримуючи за результатами виборів 2023 року 62 мандати в Національній раді та 6 — у Раді кантонів.

## Історія
Перші витоки ШНП сягають кінця 1910-х років, коли в аграрних, протестантських, німецькомовних кантонах Швейцарії виникло кілька селянських партій — через сучасну партію часто називають «селянською». До того Вільна демократична партія мала значну підтримку серед селян, однак під час Першої світової війни вона переважно захищала інтереси промисловців та міських споживачів. Із запровадженням пропорційної виборчої системи у 1919 році нові селянські партії здобули відчутну електоральну підтримку, особливо в Цюриху та Берні, і зрештою отримали представництво в парламенті та уряді. У 1937 році була створена загальнонаціональна організація, яка отримала нову назву — Партія селян, ремісників і бюргерів (нім. Bauern-, Gewerbe- und Bürgerpartei, BGB).
Партія брала участь у Федеральній раді з 1930 року та зробила значний внесок у формування швейцарської національної ідеології, відомої як духовна національна оборона, яка з 1930-х років суттєво сприяла зростанню соціокультурної й політичної єдності країни. У боротьбі проти лівих ідеологій окремі діячі партії та представники селянства виявляли симпатії до зароджуваних фашистських рухів або ж не відмежовувалися від них. Після Другої світової війни BGB долучилася до утвердження характерної для Швейцарії повоєнної політики консенсусу, соціальних угод і економічного зростання, залишаючись надійним партнером Консервативної народної партії та Вільної демократичної партії.
У 1971 році, після злиття з Демократичною партією кантонів Гларус і Граубюнден, BGB була перейменована на Швейцарську народну партію (ШНП). Посилення її позицій відбулося на початку 1990-х років під проводом Крістофа Блохера, який прагнув перетворити партію на впливову національну силу. Важливою віхою стала перемога у 1992 році на референдумі щодо вступу Швейцарії до Європейської економічної зони: завдяки надзвичайно високій явці виборців прихильники ШНП домоглися відхилення цієї ініціативи. Ця перемога на виборах означала, що ШНП може претендувати на роль гаранта незалежності та нейтралітету Швейцарії.
ШНП розвивалася за рахунок електорату традиційних правоцентристських партій, таких як Вільна демократична партія (ВДП), найстаріша політична сила сучасної Швейцарії, та Християнсько-демократична народна партія (ХДНП). Партія здобула 11,1 % голосів у 1991 році, 15 % у 1995-му, 22,5 % у 1999-му, 26,6 % у 2003-му та 29 % у 2007-му, що свідчить про чітке зростання її підтримки. До початку 2000-х років ШНП розвивалася майже виключно в німецькомовних кантонах. Сільськогосподарське крило, що існувало у Романдії, залишалося стабільним. Починаючи з федеральних виборів 2003 року, ШНП почала активно зміцнювати свої позиції як у Романдії, так і в інших регіонах країни.
10 грудня 2003 року лідер і президент партії Крістоф Блохер був обраний до Федеральної ради, замінивши Рут Мецлер-Арнольд із Християнсько-демократичної народної партії. Від 1 січня 2004 року Блохер очолив Федеральний департамент юстиції та поліції, а разом із Самуелем Шмідом ШНП вперше отримала два місця у Федеральній раді. Цим було порушено усталену з 1959 року «магічну формулу» розподілу місць між головними партіями.
На федеральних виборах 2007 року кампанія ШНП була зосереджена довкола її суперечливого федерального радника Крістофа Блохера. Партія здобула сім додаткових місць у Національній раді, досягнувши 62 із 200 при результаті 29 % голосів — найвищому для будь-якої швейцарської партії після радикалів у 1920 році. Водночас ШНП втратила одне місце в Раді кантонів. На цих виборах тодішній президент партії й представник цюрихського крила Улі Маурер не зумів увійти до Ради кантонів, але легко зберіг свій мандат у Національній раді. Під час виборів до Федеральної ради 12 грудня 2007 року несподівано було обрано не кандидата від партії, а Евелін Відмер-Шлумпф, завдяки домовленості соціал-демократів, зелених та християнських демократів.
У 2008 році керівництво партії ухвалило рішення виключити граубюнденську секцію після того, як та відмовилася вигнати Евелін Відмер-Шлумпф із партії. «Сироти» граубюнденської організації тоді створили нову політичну силу — Консервативно-демократичну партію, до якої вже за п'ять днів приєдналися відступники з Берну та Гларусу. Невдовзі після цього майже вся бернська секція ШНП, включно із Самуелем Шмідом, перейшла до новоствореної партії. Відтак ШНП залишилася без прямого представництва у Федеральній раді. Проте вже наприкінці 2008 року ШНП відновила свої позиції в уряді: Шмід був змушений піти у відставку через політичний скандал, і його місце у Федеральній раді посів Улі Маурер.
Федеральні вибори 2011 року поклали край безперервному зростанню ШНП, яке тривало з 1987-го: партія здобула 26,6 % голосів, що на 2,3 відсоткові пункти менше, ніж на попередніх виборах 2007 року. Частково цю втрату пояснювали розколом й успіхом Консервативно-демократичної партії, яка здобула 5,4 % голосів. Втім, на виборах 2015 року ШНП різко відновила позиції, отримавши рекордні 29,4 % голосів і 65 місць у парламенті. У ЗМІ цей результат пов'язували з побоюваннями щодо європейської міграційної кризи. Це був найвищий показник для будь-якої швейцарської партії від часу запровадження пропорційної системи у 1919 році, а також найбільша кількість місць у Національній раді від 1963 року, коли їхня кількість була зафіксована на рівні 200. Завдяки успіху на виборах ШНП знову здобула друге місце у Федеральній раді: Гі Пармелен змінив Евелін Відмер-Шлумпф.

## Ідеологія та програма
Швейцарська народна партія у своїй політиці держиться консерватизму, економічного лібералізму та євроскептицизму, дотримується націоналістичного напрямку. Серед головних тем, на яких зосереджується ШНП, — імміграція, національна незалежність та скорочення ролі держави. У сфері міграційної політики партія виступає за посилення умов отримання притулку: ефективнішу відмову у клопотаннях, обмеження соціальної допомоги, розширення адміністративних заходів тощо. Такі позиції нерідко викликають критику та звинувачення в ксенофобії. У соціально-економічній сфері ШНП різко виступає проти політики соціалістичного спрямування. Партія прагне подолати «ментальність опіки», яка, на її думку, робить громадян залежними від держави. Вона також виступає проти підвищення податків і запровадження нових зборів.
Щодо національної незалежності, ШНП виступає проти зближення з міжнародними організаціями, насамперед із Європейським Союзом. Вона також відстоює військовий нейтралітет, зокрема проти відправлення швейцарських солдатів за кордон. Це також єдина велика партія, що виступає проти спрощення передачі зброї Україні та проти санкцій проти Росії. ШНП успішно боролася проти вступу Швейцарії до Європейської економічної зони, що був відхилений на референдумі 6 грудня 1992 року. Це забезпечило партії помітне місце у національних політичних дебатах щодо міжнародних угод. Водночас у 2002 році її кампанія проти приєднання Швейцарії до Організації Об'єднаних Націй зазнала поразки. Така ізоляціоністська позиція зазвичай позначається терміном Alleingang («самостійний шлях»).
У ШНП вирізняють радше консервативне крило, до якого належали федеральні радники Самуель Шмід та Евелін Відмер-Шлумпф, і націоналістичне крило, яке раніше представляв Крістоф Блохер. Консервативне крило також називають «селянським». Націоналістичне крило відоме як «цюрихське», оскільки його виразними постатями були Блохер та Улі Маурер, обидва з кантона Цюрих; саме воно поступово перебрало на себе основну частину політичних дискусій, відтіснивши інше крило. Опоненти та частина журналістів часто характеризують ШНП як ксенофобську силу. Також її нерідко відносять до крайніх правих партій — особливо в Романдії та за кордоном, де подібні оцінки походять головно від лівих партій, частини преси, профспілок та антирасистських організацій.
Методи ведення кампанії ШНП, зокрема плакати, де кілька білих овець виштовхували чорну, спричинили звинувачення у расизмі. Зокрема, прокуратура кантону Вале звернулася до кантонального судді з вимогою відкрити провадження проти місцевого осередку ШНП за підбурювання до расової ненависті, оскільки він опублікував афішу зі слоганом «Utilisez vos têtes!» («Користуйтеся головою!»), на тлі якої було зображено натовп мусульман, схилених перед Федеральним палацом. Загалом, тоді як ліберальні кола виступали проти ухвалення норми про боротьбу з расизмом, представники ШНП, зокрема Крістоф Блохер (переконаний президентом юдейської громади Цюриха), спочатку підтримали її. Йдеться про статтю 261bis Кримінального кодексу Швейцарії, яка передбачає покарання за расову дискримінацію, включно із запереченням злочину геноциду. Однак згодом, після уточнення сфери її застосування, у партії почали вимагати скасування або перегляду цієї норми в ім'я свободи вираження поглядів.
За ініціативою Швейцарської народної партії 29 листопада 2009 у країні відбувся референдум про заборону будівництва в країні мінаретів, які «сприяють ісламізації країни». У результаті 59 % виборців підтримали заборону на будівництво мінаретів. На референдумі 28 листопада 2010 за пропозицію Народної партії громадяни Швейцарії 53 % підтримали ідею автоматичної депортації іноземців, визнаних винними у важких злочинах: убивстві, зґвалтуванні, пограбуванні, торгівлі наркотиками.